# Walter Page
Walter Sylvester Page (Gallatin (Missouri), 9 februari 1900 - New York, 20 december 1957) was een Amerikaanse jazzbassist in het swing-tijdperk en leider van het orkest Oklahoma City Blue Devils. In de jaren dertig vormde hij een invloedsbron voor bassisten. Hoewel niet de uitvinder, was hij een belangrijke bassist in de ontwikkeling van de lopende bas.
Page ging naar de Lincoln High School en de University of Kansas. In Kansas leerde hij allerlei instrumenten bespelen, naast bas de viool, piano en saxofoon. Ook werd hij onder meer gevormd in arrangeren en componeren. In zijn studententijd speelde hij in het weekend in het orkest van Bennie Moten en Dave Lewis. Toen hij was afgestudeerd toerde hij met de roadshow van Billy King in het T.O.B.A.-vaudevillecircuit.
Vanaf 1925 was hij de leider van Oklahoma City Blue Devils (een voortzetting van Billy King's Road Show), de belangrijkste en meest succesvolle territory band in het zuidwesten van Amerika in de jaren twintig. In de groep zaten mannen als Lester Young (saxofoon), zanger Jimmy Rushing en pianist Count Basie (in 1928 — het was de eerste bigband waarin Count Basie speelde). In 1929 maakte de groep enkele opnames in Kansas City voor Vocalion. In deze stad wilde hij muzikaal armpje drukken met het orkest van Bennie Moten in een battle of the bands, maar Moten ging dit uit de weg en begon mannen uit de Blue Devils te rekruteren. In de jaren erna vertrokken verschillende belangrijke musici naar het orkest van Moten, zoals Count Basie, Rushing en Hot Lips Page, een halfbroer van Walter Page. In 1932 kreeg Page na een dispuut met een pianist een boete van de vakbond voor musici en voelde hij zich gedwongen de leiding van de band over te dragen aan Buster Smith en Ernie Williams. Hij vertrok naar het orkest van Moten.
In 1934 speelde Page in Jeter-Pillars Orchestra, een band van de saxofonisten James Jeter en Hayes Pillars. Na de dood van Moten vormde Count Basie in 1936 een eigen big band, 'Count Basie and His Barons of Rhythm', waarvan Page de bassist werd in een fameuze rhythm-sectie met Basie (piano), Jo Jones (drums) en Freddie Green (gitaar). Page zou in het orkest van Basie spelen in de periodes 1935-1942 en 1946-1949. In de jaren dertig speelde hij verder met (en maakte opnamen met) Benny Goodman, Harry James en Teddy Wilson. Ook begeleidde hij Billie Holiday. In 1952 speelde hij in de dixieland-band van Eddie Condon en in 1957 werkte hij samen met Ruby Braff. In de jaren veertig en vijftig nam hij op met onder meer Jay McShann, Buck Clayton, Sidney Bechet en Big Joe Turner. Page heeft altijd vastgehouden aan de swing: de ontwikkeling van de moderne jazz liet hij aan zich voorbijgaan.
Walter Page stierf aan de gevolgen van een longontsteking.
- Bibliothèque nationale de France: cb13898181v (data)
- Gemeinsame Normdatei: 134479009
- International Standard Name Identifier: 0000 0000 5513 0508
- Library of Congress Control Number: n92027272
- MusicBrainz: 2de9292a-6f76-4968-91a4-60a91c6d8ff4
- Nationale Bibliotheek van Tsjechië: ola2002157315
- Nationale Bibliotheek van Israël: 987007338164605171
- Istituto Centrale per il Catalogo Unico: DDSV040010
- SNAC: w6k07r2r
- Système universitaire de documentation: 078616808
- Virtual International Authority File: 2657274
- WorldCat: E39PBJfmqYb9XW8P6M6jTYcXVC